# Keinemusik
Keinemusik es un sello discográfico y colectivo musical alemán de música electrónica. Fundado en 2009, incluye a los DJ y productores musicales Adam Port, &ME, Rampa, además de Reznik y la directora creativa, Monja Gentschow. El nombre del proyecto significa "sin música" en alemán.

## Historia

Keinemusik Crew: Adam Port, Rampa, &ME, Reznik y la directora artística Monja Gentschow.

El proyecto musical se fundó en Berlín en 2009. Se han publicado más de 70 lanzamientos hasta el momento. En 2017, se lanzó el álbum debut You Are Safe, producido y compuesto por Adam Port, &ME y Rampa, con invitados como Chiara Noriko, Nomi Ruiz y Jennifer Touch. En noviembre de 2021 se lanzó su segundo álbum en estudio titulado Send Return, incluyendo colaboraciones, entre otros, de artistas como Solomun, Ali Love y Little Dragon.
Son conocidos a nivel internacional y en toda Alemania en el ámbito de la música electrónica, enfocándose en géneros como el techno, melodic house y afro house. Los miembros del sello discográfico han hecho apariciones internacionales como DJ, presentándose en la menos 60 países, incluidas apariciones en Boiler Room Berlin, Fusion en 2019, Tomorrowland en 2021, Burning Man en 2022 y otras apariciones en Circoloco Ibiza, Tulum, Coachella y hasta en las pirámides de Giza. Contribuyeron con una mezcla para el programa radial Essential Mix emitido por la BBC Radio 1 y otra para la revista Groove en 2021. Además formaron parte del proyecto United We Stream el 30 de abril de 2020.
En 2020, en la actualización de «Cayo Perico Heist» incluyó a los miembros de Keinemusik en el juego de acción y aventuras Grand Theft Auto V y Grand Theft Auto Online, publicado por Rockstar Games. En el juego, el grupo aparecen como residentes de una discoteca virtual en la ciudad ficticia de Los Santos. El juego ha contado anteriormente con la aparición de artistas del género electrónico como The Blessed Madonna, Solomun y Tale of Us. En 2022, &ME y Rampa participaron en la producción de las canciones «Falling Back» y «A Keeper» incluidas en Honestly, Nevermind, el séptimo álbum de estudio del rapero canadiense Drake.
En 2023, la revista Forbes dedicó un artículo al éxito internacional: Cómo Keinemusik se convirtió en un movimiento.
En junio de 2024, el sello publicó su lanzamiento número 69 titulado «Move» de Adam Port y Stryv, con las voces de Malachiii. Este sencillo se convirtió en el más reproducido en las pistas de baile en el verano boreal y un éxito internacional ingresando en las listas de popularidad de varios países europeos.
En ese mismo año debutaron en la encuesta realizada por la revista DJmag ubicándose en el número 35.

## Discografía
Álbumes de estudio
- 2017: You Are Safe
- 2021: Send Return

## Miembros
| Artista   | Nombre real      |
| --------- | ---------------- |
| Adam Port | Adam Polaszek    |
| &ME       | André Boadu      |
| Rampa     | Gregor Sütterlin |
| Reznik    | Andreas Richter  |